# Gionges

Gionges este o comună în departamentul Marne, Franța. În 2009 avea o populație de 153 de locuitori.